# 154005 Hughharris
154005 Hughharris este un asteroid din centura principală de asteroizi.

## Descriere
154005 Hughharris este un asteroid din centura principală de asteroizi. A fost descoperit pe 13 ianuarie 2002 la Apache Point Observatory în cadrul programului Sloan Digital Sky Survey. Asteroidul prezintă o orbită caracterizată de o semiaxă mare de 2,54 ua, o excentricitate de 0,12 și o înclinație de 15,8° în raport cu ecliptica.